# Fua
Fua (Coimbra, 24 de fevereiro de 1993) é um futebolista português, filho do ex-futebolista angolano Fua. Foi formado nas escolas do Imortal DC onde jogou pela equipa principal na Primeira Divisão da AF Algarve entre 2012-2014.[carece de fontes?] Em 2014 iniciou a sua carreira profissional pelo Vitória de Sernache, tento regressado à Primeira Divisão da AF Algarve em 2015 para jogar pelos Armacenenses onde se sagrou canpeão. Atualmente joga pelo Silves Futebol Clube no Campeonato de Portugal.

## Títulos

### Armacenenses
- Campeão da Primeira Divisão da AF Algarve (2015/2016)
- Supertaça do Algarve (2016/2017)